# Hernandez (Nouveau-Mexique)
Pour les articles homonymes, voir Hernandez.
Hernandez est une localité du Comté de Rio Arriba dans l'état du Nouveau-Mexique aux États-Unis, au nord d'Albuquerque.
La localité est connue par la photographie Moonrise, Hernandez, Nouveau-Mexique d'Ansel Adams prise en 1941, qui a été vendue à plus de 600 000 $ lors d'une vente aux enchères.